# Grupo Espeleológico Vizcaíno

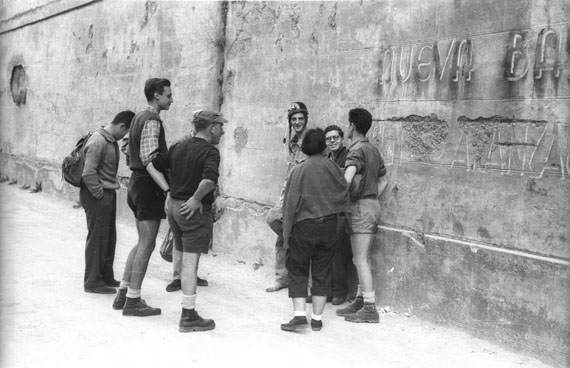
Miembros del GEV durante las I Jornadas Vasco-Navarras de Espeleología (Oñate, 1956)

El Grupo Espeleológico Vizcaíno (GEV) fue un grupo de espeleología de Bilbao (España) promovido por Antonio Ferrer Bolart, que desarrolló su actividad entre los años 1953 y 1990.

## Creación
En 1952 Fidel Fernández, perteneciente al Grupo de Espeleólogos Granadinos y militar de profesión, fue trasladado a Bilbao. En esta localidad contactó con un grupo de jóvenes interesado en la espeleología, liderado por José Antonio Mateo y Andrés de Regil, con los que comenzó a realizar exploraciones. Para poder darle oficialidad crearon el Centro Excursionista Vizcaíno (CEV), integrado por 97 socios; dentro del CEV se constituyó la Sección de Espeleología con 30 socios, dirigida por Mateo y que entre sus integrantes contaba con el propio Antonio Ferrer, de 52 años de edad. Otro miembro destacado del CEV fue el periodista Eduardo Catania, que bajo el seudónimo "E. de Acharte" promocionó notablemente la espeleología desde las páginas de El Correo Español. Este primitivo grupo realizó diversas exploraciones en Itxina, Santimamiñe, Serantes, Baltzola o Lekubaso, pero su alcance fue limitado ya que carecían de la preparación y el material necesario para profundizar en las simas.
En otoño de 1953, Antonio Ferrer recurrió al Museo Arqueológico y a la Junta de Cultura de la Diputación Foral de Vizcaya para impulsar la creación de una Sección de Investigaciones Espeleológicas en su seno (el nombre GEV no sería oficial hasta 1955), con el objetivo de canalizar el trabajo de campo arqueológico en cavidades a través de la misma. En gran medida, el éxito de la iniciativa de Ferrer fue facilitada por Agustín Zufia (Jefe de la Sección de Cultura, Deportes y Turismo).  El grupo fue integrado inicialmente por Ignacio Morales (director), Ricardo Sacristán, Manuel Colau, José Luis Luca, Roberto Moro, Francisco Mateo, José Manuel Martínez, Enrique Pagazaurtundua, Ignacio Arrieta, Ignacio Razkin y Alfredo G. Revuelta (este último encargado de la fotografía).

## Etapas

### 1953-1956: arqueología

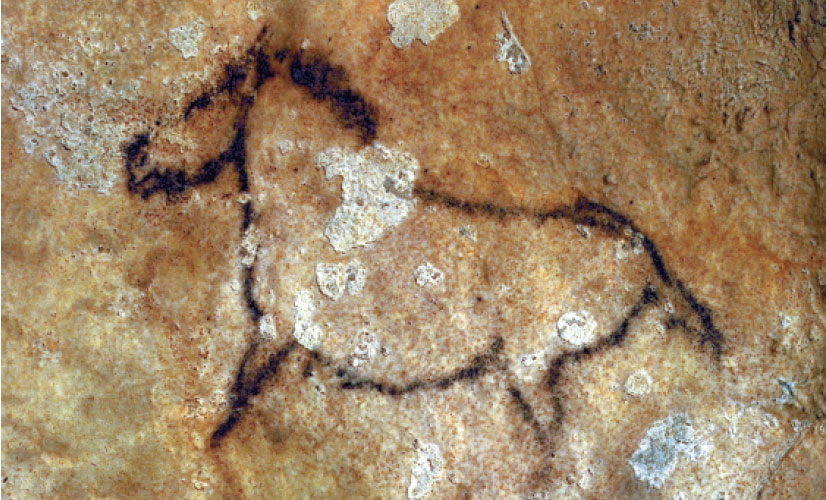
Pintura rupestre en Santimamiñe

Durante los primeros años, bajo la dirección de Ignacio Morales, la actividad del grupo fue intensa: sólo hasta 1955 realizaron 100 salidas, en las cuales catalogaron 70 cavidades. Entre los trabajos efectuados podemos destacar la revisión de la Cueva de Santimamiñe (en esa época abierta al turismo), en la cual Morales y Mateo identificaron nuevas manifestaciones de arte rupestre; además, tras forzar un paso estrecho, exploraron 400 metros de galerías desconocidas hasta el momento. Estos hallazgos trajeron como consecuencia la valoración del grupo, que fue reconocido de forma oficial el 5 de marzo de 1955. El trabajo de exploración continuó, junto con la identificación de yacimientos arqueológicos (Sagastigorri, Ereñoko Arizti, Santa Isabel de Ranero, Las Pajucas...) y la toma de medidas adecuadas para su protección.

### 1956-1963: Itxina y Carranza

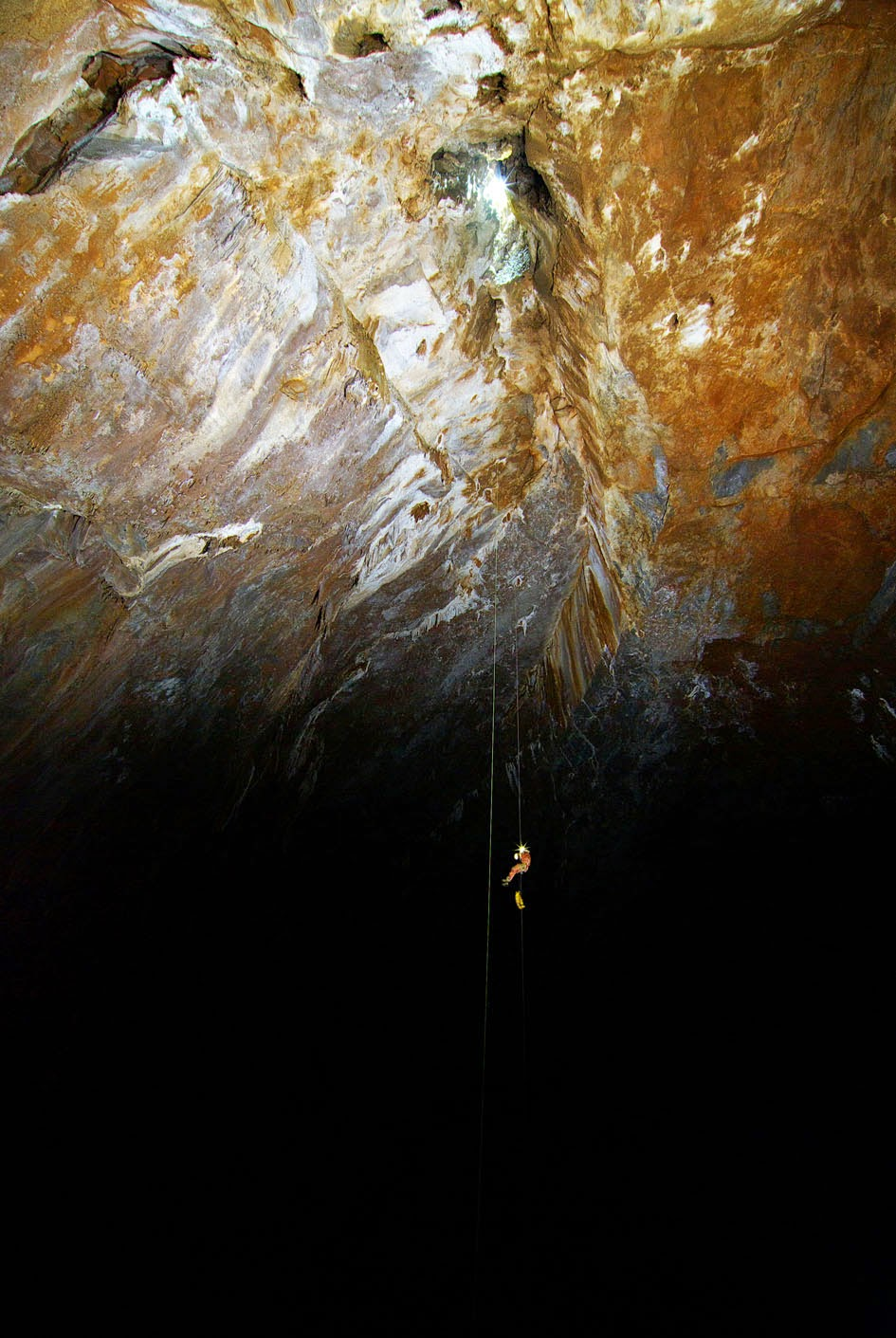
Torca del Carlista, pozo de entrada.

Este año, el GEV tuvo un cambio generacional importante: procedentes del Club Deportivo de Bilbao, ingresaron Ernesto Nolte, Celso Negueruela, Eugenio Sojo, Alberto Sojo, Javier de la Hidalga y Salvador (Gaizka) Ugarte. La dirección del grupo recayó sobre Ernesto Nolte, con el asesoramiento de Antonio Ferrer. Durante este período, además de la prospección y catalogación rutinaria de cavidades, se destacaron los siguientes trabajos: 
- El comienzo de la exploración sistemática del macizo de Itxina, según el plan trazado en las I Jornadas Vasco-Navarras de Espeleología, sobresaliendo la exploración de la sima Urrikobasoko Lezandi.[10]
- El hallazgo y exploración de la Torca del Carlista y la Cueva de Pozalagua. La envergadura de la primera sobrepasó la capacidad de los miembros del GEV, de escasa experiencia por aquel entonces, y en estas campañas recibieron la ayuda de los grupos de espeleología circundantes: Edelweiss, Aranzadi, Institución Príncipe de Viana...[11]

### 1963-1968: arqueología, bioespeleología y Otsabide
Durante este período la coordinación del grupo estuvo a cargo de Néstor Goikoetxea. La prospección y exploración de cavidades a lo largo y ancho de Vizcaya se mantuvo a un intenso ritmo, y además de la localización de yacimientos arqueológicos, cobró una importancia creciente la investigación bioespeleológica. Quizás lo más notable de estos años, no tanto por su importancia sino por la espectacularidad del descubrimiento, sea la localización y exploración de la sima de Otsabide (Itxina).

### 1968-1987: revista Kobie y Jornos
En 1968 tomó las riendas del grupo Ángel Álvarez Ortega. Durante este largo período, el GEV estrechó vínculos con los cada vez más numerosos grupos de espeleología, y entre los trabajos que abordó podemos destacar el inicio de la publicación de la revista Kobie (en 1969, bajo la dirección de Néstor Goikoetxea) y la épica exploración de la Torca de Jornos II (macizo de Jorrios, Carranza), que se prolongó durante 4 años.

## Final
En 1987, discrepancias sobre la gestión con los responsables de la Diputación motivaron la desafección del GEV, que siguió en activo al menos hasta 1990, aunque con sus recursos mermados. En este proceso desapareció el grueso de la información espeleológica que había sido archivada durante los años de existencia del grupo, que tras estar casi 30 años en paradero desconocido ha sido recuperada en 2018, siendo depositada en el archivo de la Diputación para ser catalogada, indexada y puesta a disposición de los investigadores.